# Nonnos z Monte Soracte
Nonnos z Monte Soracte, również Nonnosus (ur. ok. 500, zm. ok. 560 w Lacjum) – benedyktyński mnich i przeor klasztoru św. Sylwestra na górze Soracte, święty Kościoła katolickiego.
Znany jest wyłącznie z Dialogów papieża św. Grzegorza (zm. 604).
Do rozprzestrzenienia kultu przyczyniła się translacja relikwii do Freisinga w XI wieku przez benedyktyńskiego biskupa Notkera. Z kolei w 1660 część relikwii trafiła do Bambergu (głowa), zaś sarkofag został umieszczony w 1708 w krypcie katedry we Freisingu.
Jego wspomnienie liturgiczne obchodzone jest 2 września za Baroniuszem.
Jest patronem Freisinga i diecezji Nepi-Sutri (od 1986 diecezja Civita Castellana). Jest orędownikiem przeciw słabościom i problemom w szkole.